# Florea Dumitrescu
Florea Dumitrescu (n. 4 aprilie 1927, Necșești, Teleorman, România – d. 16 aprilie 2018) a fost un economist român, ministru de finanțe în perioada 1969-1978, ambasador al României în China și apoi guvernator al Băncii Naționale a Republicii Socialiste România. Florea Dumitrescu a fost deputat în Marea Adunare Națională în sesiunile (1969 - 1975), (1975 - 1980) și (1985 - 1989).

## Școala
Părinții săi au fost agricultori înstăriți în satul natal, Gârdești, din comuna Necșești - județul Teleorman. La 16 ani a urmat Liceul comercial din Turnu Măgurele (1943-1946) după care a continuat cu Facultatea de Finanțe-Credit din cadrul Academiei de Studii Economice din București (1946-1949).
În 1983 a obținut doctoratul în economie în problemele stabilității monetare.

## Cariera profesională
Și-a început cariera ca funcționar în cadrul Băncii Naționale. A fost repartizat la sucursala BNR din Cugir, unde se afla uzina de armament. După ce a lucrat 6 luni la Cugir și alte 4 luni la Deva, sucursala coordonatoare, a fost transferat la filiala orașului București. Nici aici nu a stat foarte mult și în 1954 este transferat la sediul central al Băncii Naționale. Între 1966 și 1970 a fost cadru didactic universitar, lector și conferențiar la Facultatea de Statistică din cadrul Academiei de Studii Economice din București.
În perioada 19 august 1969 - 7 martie 1978 a fost numit ministru de finanțe, urmând lui Virgil Pârvu. Exact înainte de a fi numit în această funcție, el a primit responsabilități pe linie politică, fiind numit membru supleant al Comitetului Central al Partidului Comunist Român. Acesta a reprezentat consacrarea în cariera sa politică începută în 1962, când a fost primit membru de partid.
A fost primul ministru de finanțe dintr-o țară socialistă membră CAER care a semnat acorduri cu Fondul Monetar Internațional și Banca Mondială, determinându-l pe Robert McNamara, șeful Băncii Mondiale, să schimbe politica de creditare. Astfel, România devenea primul stat membru CAER, Florea Dumitrescu, în calitate de ministru de finanțe, fiind cel care a semnat în iarna anului 1972, la Washington, acordul cu instituțiile emblematice ale comunității financiare internaționale și aderarea la FMI. De remarcat că România a aderat la FMI după ce a achitat cota sa de participare, de circa 40 de tone de aur. În această perioadă a devenit membru al Comitetului Central al Partidului Comunist Român (12 iulie 1972), rol pe care l-a avut până la 24 noiembrie 1989.
După ce și-a încheiat cariera de ministru, a fost trimis Ambasador extraordinar al României în China (6 iulie 1978 - 15 aprilie 1983). În paralel fostul ministru va îndeplini și funcția de Ambasador extraordinar al RSR în Birmania (7 mai 1979 - 9 martie 1987). 
În perioada 17 martie 1984 - 17 martie 1989 a fost numit Guvernator al Băncii Naționale. Din cauza discuțiilor pe care le-a generat cu Nicolae Ceaușescu, a fost îndepărtat de la Banca Națională și a fost numit Vicepreședinte la CEC.

## Competențe
Florea Dumitrescu a desfășurat cercetare în economia comerțului și stabilitate monetară. A realizat analize și studii în domeniile economiei, finanțelor, creditului, relațiilor comerciale și aderării la Uniunea Europeană, a reformei economice în România, R.P. Chineză etc. Ca ministru, a contribuit efectiv, prin mecanismele specifice financiare și monetare la creșterea, dezvoltarea și modernizarea industriei, agriculturii la menținerea echilibrului financiar și valutar al țării.

## Membru în organisme științifice
- Membru de onoare al Academiei Oamenilor de Știință din România, Secția Științe economice, juridice și sociologice[12][13][14]
- Vicepreședinte al Asociației Generale a Economiștilor din România [AGER]
- Membru în Consiliul Director al Societății Române de Statistică[15]
- Președintele Asociației de prietenie româno-chineze[16][17]

## Distincții
- Premiul Petre S. Aurelian al Academiei Române – Secția științe economice, juridice și sociologice, pe anul 1993 (1995), pentru lucrarea Căile stabilității monetare[8]
- Premiul Virgil Madgearu (septembrie  2005), acordat de Academia Oamenilor de Știință din România, pentru cartea Cunoaște România, realizată la Editura Economică, sub egida Academiei Române, a Societății Române de Statistică și a Fundației Naționale pentru Știință și Artă
- Premiul Nicholas Georgescu–Roegen (noiembrie 2006), acordat de Academia Oamenilor de Știință din România pentru cartea Tranziția 1990-2004. Experiența românească, Editura AGER–Economistul, București, 2005
- Ordinul Muncii, clasa a III-a, 31.XII.1963
- Medalia a XX-a aniversare a eliberării patriei, 1964
- Medalia Tudor Vladimirescu, clasa I, 1966
- Medalia a XXV-a aniversare a eliberării patriei, 1969
- Ordinul „Steaua Republicii Socialiste România” clasa a II-a (4 mai 1971) „cu prilejul aniversării a 50 de ani de la constituirea Partidului Comunist Român, [...] pentru merite deosebite în opera de construire a socialismului”[18]
- Medalia 25 de ani de la proclamarea Republicii, 1972
- Ordinul 23 August clasa a II-a, 1974
- Medalia 30 de ani de la eliberarea României de sub dominația fascistă, 1974
- Decorația Ordinul Republicii – Marele Cordon, conferită de președintele Republicii Arabe Egipt, 1976
- Decorația Ordinul național al leului – mare ofițer, oferită de președintele Republicii Senegal, 1977
- Decorația Ordinul Leopold II – Marea Cruce, oferită de MS Regele Belgiei, 1977

## Publicații
- Politici macroeconomice de integrare a României în Uniunea Europeană, în colectiv cu Marius Băcescu, Angelica Băcescu-Cărbunaru și Monica Condruz-Băcescu, Editura Economică, 2008
- Dicționar statistic financiar, colectiv, 1965
- Județele României – monografie, colectiv, 1970
- Căile stabilității monetare, Editura Academiei Române, 1993
- Evantaiul celor 10000 de gânduri. România și China. Trei veacuri de istorie, în 3 volume, colectiv, Editura "Ion Cristoiu", ISBN 973992333X, 1999
- Cunoaște România, colectiv, 2004[19]
- Tranziția 1990-2004. Experiența românească, Editura AGER – Economistul, București, 2005
- Connaissez la Roumanie, colectiv, 2006
- Cunoaște România - membră a Uniunii Europene, colectiv, 2007
- Knowing Romania - member of the Union European, colectiv, 2008
- peste 500 de articole, analize și studii[8]

## Interviuri
- Cum s-a îndeplinit porunca dictatorului: plata anticipată a creditelor internaționale, Răzvan Belciuganu, pe Jurnalul.ro, 31 martie 2009
- Istoria adevărată a economiei, de la Ceaușescu la Băsescu (partea 1 și partea 2), "Nașul" cu Radu Morar, 6 aprilie 2016
- Jaful avuției naționale. Cine sunt vinovații?, "Nașul" cu Radu Morar, 13 iunie 2016
- Dezvăluiri: cum negocia Ceaușescu cu bancherii mondiali, la "Sputnik Moldova", 23 mai 2017